# Kazys Petkevičius
Kazys Petkevičius (ur. 1 stycznia 1926 w Steigviliai, zm. 14 października 2008 w Kownie) – litewski koszykarz, występujący na pozycji rzucającego obrońcy, reprezentant ZSRR, dwukrotny srebrny medalista olimpijski.
W karierze był związany z Žalgirisem Kowno i Burevestnikiem Leningrad. W barwach pierwszego klubu m.in. był mistrzem ZSRR w 1947 i 1951. Z reprezentacją ZSRR dwukrotnie sięgał po srebro igrzysk olimpijskich (1952 i 1956) oraz również dwukrotnie był mistrzem Europy (1947 i 1953), w 1955 zdobył brąz tej imprezy.

## Osiągnięcia
Na podstawie, o ile nie zaznaczono inaczej.

### Drużynowe
- Mistrz ZSRR (1947, 1951)
- Wicemistrz ZSRR (1949, 1952)
- Brązowy medalista ZSRR (1953)
- Zdobywca Pucharu ZSRR (1953)

### Reprezentacja
- Mistrz Europy (1947, 1953)
- Wicemistrz igrzysk olimpijskich (1952, 1956)
- Brązowy medalista mistrzostw Europy (1955)
- Lider igrzysk olimpijskich w skuteczności rzutów wolnych (1952 – 80,8%)[5]